# Syllis robertianae
Syllis robertianae är en ringmaskart som beskrevs av McIntosh 1885. Syllis robertianae ingår i släktet Syllis och familjen Syllidae. Inga underarter finns listade i Catalogue of Life.